# Le Candidat de mon cœur

Le Candidat de mon cœur (The Makeover) est un téléfilm américain réalisé par John Gray, diffusé en 2013.

## Synopsis
Lors des élections au congrès, les conseillers d'Hannah Higgins imputent sa défaite  à son attitude d'érudite coincée. Son adversaire meurt brutalement et un nouveau scrutin est organisé, ils conseillent de choisir un candidat masculin. Arrive Elliot Doolittle, livreur de bière qui décide de  prendre des cours de diction pour obtenir une promotion. Hannah parie avec sa conseillère et amie Colleen qu'elle peut transformer ce garçon rustre en orateur brillant, capable de défendre son programme d'éducation.

## Fiche technique
- Titre original : The Makeover
- Réalisation : John Gray
- Scénario : C. Jay Cox
- Photographie : James Chressanthis
- Musique : Michael A. Levine
- Durée : 93 min
- Dates de diffusion :
  -  France :

## Distribution
- Julia Stiles (VF : Marie Chevalot) : Hannah Higgins
- David Walton (VF : Jérémy Bardeau) :  Elliot Doolittle
- Camryn Manheim (VF : Marie-Laure Beneston) : Colleen Pickering
- Georgia Lyman : Bonnie (Sœur d'Elliott Doolittle)
- Frances Fisher (VF : Blanche Ravalec) : Allie Doolittle
- Nada Despotovich : Wilma
- Maureen Keiller : Vivian
- Bill Mootos : Wade Bradbury